# Phyllonorycter chrysella
Phyllonorycter chrysella là một loài bướm đêm thuộc họ Gracillariidae. Nó được tìm thấy ở miền nam Pháp, Tây Ban Nha và Italia.
Ấu trùng ăn Alnus glutinosa và Alnus incana. Chúng ăn lá nơi chúng làm tổ. Sự phát triển từ ấu trùng thành nhộng diễn ra trong kén.